# Золотая арка
Золота́я а́рка — международный кинофестиваль, проходящий в России. По результатам кинофестиваля вручается премия «Восток — Запад. Золотая арка» (англ. «East — West. Golden Arch»), которая присуждается авторам фильмов, снятых в странах Восточной Европы и Западной Азии, за достижения в области киноискусства.
Премия учреждена Международной Конфедерацией союзов кинематографистов, возглавляемой кинодраматургом Рустамом Ибрагимбековым, при участии Фонда поддержки публичной дипломатии имени А. М. Горчакова. Фестиваль проводится при поддержке Фонда президентских грантов, Фонда развития и поддержки социально-культурных, благотворительных, научных и образовательных проектов «Р.А. Фонд» и «Москино», а также Министерства иностранных дел РФ, Министерства культуры РФ и Союза журналистов России.
Председатель правления премии — драматург, писатель и режиссёр Рустам Ибрагимбеков. Арт-директор премии и председатель отборочной комиссии — кинокритик Андрей Плахов. Целью кинофестиваля заявлены укрепление культурных связей между странами, располагающимися на стыке Восточной Европы и Западной Азии, а также создание российского аналога премии «Золотой глобус».

## История
Впервые фестиваль «Восток — Запад. Золотая арка» прошёл в апреле 2018 года, на нём оценивались фильмы 2017 и 2018 годов. Интернациональное жюри состояло из 24 кинокритиков и журналистов — ведущих специалистов по европейскому и азиатскому кино из Европы, Азии, Австралии, Северной и Южной Америки (российских критиков в жюри не было, поскольку в фестивале участвовали российские фильмы). Российские кинематографисты получили более половины призов. Награждение лауреатов прошло в Центре оперного пения Галины Вишневской.
Второй раз фестиваль прошёл в апреле 2019 года. Жюри также состояло из 24 кинокритиков из 14 стран мира, а церемония награждения лауреатов по 10 номинациям состоялась в московском театре «Et Cetera».
На третьем фестивале в 2021 году премия вручалась за картины, снятые в 2020 и 2021 годах, а международное жюри состояло из 23 членов. Торжественное вручение премии проходило в Москве в кинотеатре «Художественный».
В 2019 и 2021 годах фестиваль получил поддержку Фонда президентских грантов как социально значимый проект.

## Номинации и победители
На фестивале были представлены следующие номинации, в которых были определены победители:
- Лучший дебют:
  - 2020/2021 — «Начало» (режиссёр Деа Кулумбегашвили)
- Лучший полнометражный игровой фильм:
  - 2017/2018 — «Нелюбовь» (режиссёр Андрей Звягинцев)
  - 2019 — «Холодная война» (режиссёр Павел Павликовский)
  - 2020/2021 — «Безумное кино для взрослых» (режиссёр Раду Жуде)
- Лучший неигровой фильм:
  - 2020/2021 — «Коллектив» (режиссёр Александр Нанау)
- Лучшая режиссёрская работа:
  - 2017/2018 — «Нелюбовь» (Андрей Звягинцев)
  - 2019 — «Холодная война» (Павел Павликовский)
  - 2020/2021 — «Дорогие товарищи!» (Андрей Кончаловский) и «Куда ты идёшь, Аида?» (Ясмила Жбанич)
- Лучшая сценарная работа:
  - 2017/2018 — «Аритмия» (сценаристы Наталья Мещанинова и Борис Хлебников) и «О теле и душе» (сценарист Ильдико Эньеди)
  - 2019 — «Человек, который удивил всех» (сценаристы Наталья Меркулова и Алексей Чупов) и «Мне плевать, если мы войдём в историю как варвары» (сценарист Раду Жуде)
  - 2020/2021 — «Мальмкрог» (сценарист Кристи Пую)
- Лучшая операторская работа:
  - 2017/2018 — «Нелюбовь» (оператор Михаил Кричман)
  - 2019 — «Холодная война» (оператор Лукаш Зал) и «Ага» (оператор Калоян Божилов)
  - 2020/2021 — «Дау. Вырождение» (оператор Юрген Юргес)
- Лучшая работа художника-постановщика:
  - 2017/2018 — «Ноябрь»
  - 2019 — «Довлатов» (Елена Окопная)
  - 2020/2021 — «Северный ветер» (Нина Васенина, Сергей Февралев и Надежда Васильева)
- Лучшая музыка к фильму:
  - 2017/2018 — «Нелюбовь» (Евгений Гальперин)
  - 2019 — «Лето» (Роман Билык и Герман Осипов)
  - 2020/2021 — «Нос, или Заговор „не таких“» (Дмитрий Шостакович и Андрей Хржановский)
- Лучшая мужская роль:
  - 2017/2018 — «Поророка» (Богдан Думитраке)
  - 2019 — «Человек, который удивил всех» (Евгений Цыганов)
  - 2020/2021 — «Уроки фарси» (Науэль Перес Бискаярт)
- Лучшая мужская роль второго плана:
  - 2017/2018 — «Как Витька Чеснок вёз Лёху Штыря в дом инвалидов» (Алексей Серебряков)
  - 2019 — «Дикая груша» (Мурат Джимджир)
  - 2020/2021 — «Уроки фарси» (Ларс Айдингер)
- Лучшая женская роль:
  - 2017/2018 — «Теснота» (Дарья Жовнер)
  - 2019 — «Холодная война» (Иоанна Кулиг)
  - 2020/2021 — «Куда ты идёшь, Аида?» (Ясна Джуричич)
- Лучшая женская роль второго плана:
  - 2017/2018 — «Теснота» (Ольга Драгунова)
  - 2019 — «Человек, который удивил всех» (Наталья Кудряшова)
  - 2020/2021 — «Конференция» (Ольга Лапшина) и «Мальмкрог» (Агата Бош)
- Приз «За вклад в кинематограф»:
  - 2017/2018 — Кшиштоф Занусси (за вклад в укрепление российско-польских отношений)
  - 2019 — Марлен Хуциев (посмертно)
  - 2020/2021 — Гарри Бардин
- Специальные призы:
  - 2017/2018 — Миряна Каранович — специальный приз «Звезда Евразии»
  - 2020/2021 — «Уроки фарси» (режиссёр Вадим Перельман) — «За уникальный международный кинопроект с оригинальной сценарной идеей и талантливым художественным решением»